# Lista chorążych reprezentacji Rumunii na igrzyskach olimpijskich
Lista chorążych reprezentacji Rumunii na igrzyskach olimpijskich – lista zawodników i zawodniczek reprezentacji Rumunii, którzy podczas ceremonii otwarcia nowożytnych igrzysk olimpijskich nieśli flagę rumuńską.

## Chronologiczna lista chorążych
| Lp. | Rok i miejsce           | Chorąży                | Dyscyplina           |
| --- | ----------------------- | ---------------------- | -------------------- |
| 1   | 1900, Paryż             | b.d.                   |                      |
| 2   | 1924, Charnonix         | b.d.                   |                      |
| 3   | 1928, Sankt Moritz      | b.d.                   |                      |
| 4   | 1928, Amsterdam         | b.d.                   |                      |
| 5   | 1932, Lake Placid       | b.d.                   |                      |
| 6   | 1932, Los Angeles       | b.d.                   |                      |
| 7   | 1936, Innsbruck         | b.d.                   |                      |
| 8   | 1936, Berlin            | Serban Manciulescu     |                      |
| 9   | 1948, Sankt Moritz      | b.d.                   |                      |
| 10  | 1952, Oslo              | b.d.                   |                      |
| 11  | 1952, Helsinki          | Dumitru Paraschivescu  | Lekkoatletyka        |
| 12  | 1956, Cortina d'Ampezzo | b.d.                   |                      |
| 13  | 1956, Melbourne         | Iosif Sîrbu            | Strzelectwo          |
| 14  | 1960, Rzym              | Alexandru Bizim        | Lekkoatletyka        |
| 15  | 1964, Innsbruck         | Ion Panțuru            | Bobsleje             |
| 16  | 1964, Tokio             | Aurel Vernescu         | Kajakarstwo          |
| 17  | 1968, Grenoble          | Beatrice Huștiu        | Łyżwiarstwo figurowe |
| 18  | 1968, Meksyk            | Aurel Vernescu         | Kajakarstwo          |
| 19  | 1972, Sapporo           | Ion Panțuru            | Bobsleje             |
| 20  | 1972, Monachium         | Aurel Vernescu         | Kajakarstwo          |
| 21  | 1976, Innsbruck         | Gheorghe Gârniță       | Biathlon             |
| 22  | 1976, Montreal          | Nicolae Martinescu     | Zapasy               |
| 23  | 1980, Lake Placid       | Gheorghe Lixandru      | Biathlon             |
| 24  | 1980, Moskwa            | Vasile Andrei          | Zapasy               |
| 25  | 1984, Sarajewo          | Dorel Cristudor        | Bobsleje             |
| 26  | 1984, Los Angeles       | Corneliu Ion           | Strzelectwo          |
| 27  | 1988, Calgary           | Dorin Degan            | Bobsleje             |
| 28  | 1988, Seul              | Vasile Andrei          | Zapasy               |
| 29  | 1992, Albertville       | Ioan Apostol           | Saneczkarstwo        |
| 30  | 1992, Barcelona         | Costel Grasu           | Lekkoatletyka        |
| 31  | 1994, Lillehammer       | Ioan Apostol           | Saneczkarstwo        |
| 32  | 1996, Atlanta           | Iulică Ruican          | Wioślarstwo          |
| 33  | 1998, Nagano            | Mihaela Dascălu        | Łyżwiarstwo szybkie  |
| 34  | 2000, Sydney            | Elisabeta Oleniuc-Lipă | Wioślarstwo          |
| 35  | 2002, Salt Lake City    | Éva Tófalvi            | Biathlon             |
| 36  | 2004, Ateny             | Elisabeta Oleniuc-Lipă | Wioślarstwo          |
| 37  | 2006, Turyn             | Gheorghe Chiper        | Łyżwiarstwo figurowe |
| 38  | 2008, Pekin             | Valeria Beșe           | Piłka ręczna         |
| 39  | 2010, Vancouver         | Éva Tófalvi            | Biathlon             |
| 40  | 2012, Londyn            | Horia Tecău            | Tenis                |
| 41  | 2014, Soczi             | Éva Tófalvi            | Biathlon             |
| 42  | 2016, Rio de Janeiro    | Cătălina Ponor         | Gimnastyka           |
| 43  | 2018, Pjongczang        | Marius Ungureanu       | Biathlon             |
| 44  | 2020, Tokio             | Simona Radiș           | Wioślarstwo          |
| 44  | 2020, Tokio             | Robert Glință          | Pływanie             |